# Bill Kempling
Pour les articles homonymes, voir Kempling.
William James Kempling (5 février 1921-20 mai 1996) est un homme politique canadien de l'Ontario. Il est député fédéral Progressiste-conservateur de la circonscription ontarienne de Halton—Wentworth de 1972 à 1979 et de Burlington de 1979 à 1993.

## Biographie
Né à Grimsby en Ontario, Kempling participe à Seconde Guerre mondiale en tant que lieutenant de la Royal Air Force stationné en Birmanie. Alors en mission, son avion est abattue et il est fait prisonnier par les Japonais. S'ayant échappé du camp, il est secouru par des soldats Gurkhas qui le ramènent en territoire contrôlé par les Alliés.